# Xilithus zhangi
Espèce
Synonymes
- Otacilia zhangi Fu, Jin & Zhang, 2014

Xilithus zhangi est une espèce d'araignées aranéomorphes de la famille des Phrurolithidae.

## Distribution
Cette espèce est endémique du Sichuan en Chine,. Elle se rencontre dans le xian de Nanjiang.

## Description
Le mâle holotype mesure 3,44 mm.

## Systématique et taxinomie
Cette espèce a été décrite sous le protonyme Otacilia zhangi par Fu, Jin et Zhang en 2014. Elle est placée dans le genre Acrolithus par Liu, Li, Zhang, Ying, Meng, Fei, Li, Xiao et Xu en 2022. Acrolithus Liu & Li, 2022, préoccupé par Acrolithus Freytag & Ma, 1988, a été remplacé par Xilithus par Lin et Li en 2023.

## Étymologie
Cette espèce est nommée en l'honneur de Zhi-sheng Zhang.

## Publication originale
- Fu, Jin & Zhang, 2014 : « Three new species of the genus Otacilia Thorell (Araneae: Phrurolithidae) from China. » Zootaxa, no 3869(4), p. 483-492.